# Verena Senger
Verena Senger (geboren 1986 oder 1987) ist eine deutsche Hockeyspielerin und Behindertensportlerin. Sie repräsentierte Deutschland bei den Special Olympics World Summer Games 2023 in Berlin.

## Leben und sportliche Erfolge
Senger lebt in Hamburg. Sie arbeitet bei der Alsterarbeit Hamburg in der Küche.
Sie wird von Greta Blunck im Club an der Alster im Unified-Team DIE HOCKIES trainiert.
Diese inklusive Hockeymannschaft wurde im August 1991 von der Lebenshilfe Hamburg und dem Club an der Alster von Eltern ins Leben gerufen. 2023 bestand das Team aus etwa 25 Personen.
Bei den Special Olympics World Summer Games 2023 in Berlin gewann Sengers Team in der Challenger Division Gold.
DIE HOCKEYS wurden am 21. August 2023 mit dem Sport Bild-Award für Inklusion ausgezeichnet.